# Henry Barbet
Pour les articles homonymes, voir Famille Barbet de Jouy, Barbet et Jouy.
Henry Barbet, né le 23 juin 1789 à Déville-lès-Rouen et mort le 17 mars 1875 au château de Valmont, est un industriel et homme politique français.

## Biographie

### Vie familiale
Issu d'une famille protestante du canton de Bolbec, il est le fils de Jacques Barbet, fondateur d'une manufacture d'indiennes à Déville-lès-Rouen, et le frère de Jacques-Juste Barbet de Jouy et d’Auguste Barbet.
Il épousa Marguerite Angran, fille d'Isaac-Marin Angran, fabricant d'indiennes, et de Marguerite Martin ; ils eurent :
- Marguerite Zoé (1810-1877), épouse de Vincent Cibiel, député de l'Aveyron ;
- Justine Aglaure (1814-1890), épouse de Pierre Adolphe Lainé-Condé, directeur de la succursale de la Banque de France à Rouen ;
- Henry (1816-1904), marié à Émilie Fontenilliat, fille d'Édouard, industriel et président de la chambre de commerce de Cherbourg, et de Françoise Rangeard de La Germonière ;
- Louise Télésie (1824-1889), épouse de Charles Darcel, colonel et conseiller général de la Seine-Inférieure ;
- Victor Ernest (1829-1894), vice-président de la Banque parisienne.

Il a été propriétaire de l’hôtel particulier du no 51 du boulevard des Belges et du château de Valmont.

### L’industriel
Barbet est un grand industriel ; il dirige avec ses frères les fabriques rouennaises Barbet Frères, préside la Chambre de commerce de Rouen, est membre du tribunal de commerce, président du conseil d'administration de la Banque de Rouen et administrateur de la Compagnie des chemins de fer du Nord, de la Compagnie des chemins de fer de Dieppe et de Fécamp.
Il est dans les principaux actionnaires de la Filature rouennaise de lin et de chanvre (La Foudre).

### Carrière politique

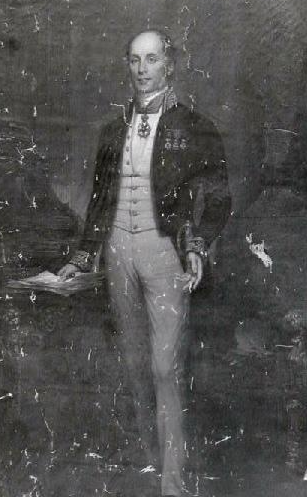
Portrait d'Henry Barbet

Maire de Déville-lès-Rouen de 1819 à 1823, membre de la Société libre d'émulation de la Seine-Inférieure en 1828, il devint maire de Rouen en 1830 pendant dix-sept ans (de ce fait, il est membre honoraire de l'Académie de Rouen). Il reste quarante ans conseiller général de la Seine-Inférieure et préside le conseil général de la Seine-Inférieure de 1836 à 1871.
Il est député de la Seine-Inférieure de 1831 à 1846, siégeant avec la majorité ministérielle, pair de France en 1846, puis élu au corps législatif entre 1863 et 1869. Il provoque l'érection de la statue de Napoléon à Rouen.

## Le «système Barbet»
Grand notable libéral et conservateur, Henry Barbet avait été le promoteur sous la monarchie de Juillet d'un système de « protection sociale » bien spécifique à Rouen : le « système Barbet ». Ce dernier devait remettre tous les pauvres au travail y compris les plus indigents et tous les assistés (mendiants, vagabonds, pauvres aliénés, « mauvais pauvres », « paresseux », etc). Henry Barbet développa notamment des ateliers de travail et de charité permanents pour lutter contre la mendicité et limiter les revendications ouvrières depuis la révolution de 1830 y compris au sein de l'asile public départemental pour aliénés de Saint-Yon. 
Il repose au cimetière monumental de Rouen.
Une rue de Rouen porte son nom depuis 1882.

## Collection
- Au salon de peinture de 1834, le peintre Jean-Baptiste Parelle exposa un tableau : Le Mal de dent, cité dans le livret comme appartenant à M. H. Barbet maire de Rouen.

## Distinctions
- Grand officier de la Légion d'honneur (30 aout 1865)[5]